# Атка
А́тка — посёлок городского типа в Хасынском районе Магаданской области России.

## География
Расположен в 199 км к северу от областного центра — Магадана.

## История
Возник в начале 1930-х годов как дорожный пункт при строительстве Дальстроем Колымской трассы. Название Атка дано в честь первой автотракторной колонны (сокращенно АТК), прошедшей по этим местам. По другой версии, посёлок получил название по речке Аткан, на которой он и был основан.
Статус посёлка городского типа — с 1953 года.
В 2016 году в посёлке закрыли школу и садик.
В 2020 году власти Хасынского округа решили до 1 октября переселить всех жителей Атки в посёлок Палатка.

## Население
| 1959 | 1970  | 1979  | 1989  | 2002 | 2005 | 2006 |
| ---- | ----- | ----- | ----- | ---- | ---- | ---- |
| 3022 | ↘2105 | ↗2689 | ↘2648 | ↘604 | ↘500 | ↘453 |
| 2007 | 2008  | 2009  | 2010  | 2011 | 2012 | 2013 |
| ↘414 | ↘396  | ↘374  | ↗485  | ↗486 | ↘459 | ↘439 |
| 2014 | 2015  | 2016  | 2017  | 2018 | 2019 | 2020 |
| ↘425 | ↘415  | ↘391  | ↘360  | ↘323 | ↘309 | ↘300 |
| 2021 | 2023  | 2024  |       |      |      |      |
| ↘20  | ↘19   | ↘1    |       |      |      |      |

## Транспорт
Через посёлок проходит Колымская трасса — федеральная автомобильная дорога М56 «Колыма» Якутск — Магадан. Сообщение с областным центром — автобусное.